# Znamenje s kipom Matere Božje, Slovenska Bistrica
Znamenje s kipom Matere Božje je znamenje, ki daje Trgu Alfonza Šarha v Slovenski Bistrici osrednji poudarek. Gre za kip Marije na kamnitem stebru s korintskim vencem.
Znamenje je bilo postavljeno leta 1771 in ga je verjetno izklesal Vid Koniger. Leta 1996 je bilo obnovljeno: kamniti podstavek in steber sta bila na novo izklesana, kip Marije pa restavriran in pozlačen. 